# Sikorsky S-42
Sikorsky S-42,(vzdevka "Flying Clipper" in "Pan Am Clipper") je bil potniški leteči čoln, ki ga je zasnoval ameriški Sikorsky Aircraft v 1930ih. Letalo so razvili za družbo Pan American World Airways, ki je potrebovala leteči čoln za transatlantske lete.

## Specifikacije (S-42-A)
Podatki iz Sikorsky S-42 Clipper Data Sheet
Splošne karakteristike
- Posadka: 4
- Število sedežev: Do 37 potnikov v dnevni konfiguraciji, 14 ponoči
- Dolžina: 68 ft (20,73 m)
- Razpon kril: 118 ft 2 in (36,03 m)
- Višina: 17 ft 5 in (5,3 m)
- Površina kril: 1329 ft² (123,5 m²)
- Teža praznega letala: 19764 lb (8984 kg)
- Naložena teža: 38000 lb (17273 kg)
- Pogon letala: 4 ×  zvezdasti motor Pratt & Whitney R-1690 Hornet,, 660 KM (492 kW)  vsak

 Zmogljivost 
- Maks. hitrost: 188 mph (300 km/h)
- Doseg: 1930 milj (3088 km)
- Višina leta: 15704 ft (4788 m)
- Hitrost vzpenjanja: 1000 ft/min (305 m/min)
- Obremenitev kril: 28,6 lb/ft² (140 kg/m²)
- Razmerje moč/teža: 0,07 KM/lb (0,11 kW/kg)